# Черноморов, Артём Олегович
Артём Олегович Черноморов (укр. Артем Олегович Чорноморов; род. 10 марта 1988, Южноукраинск, Николаевская область) — украинский предприниматель, политик.
Народный депутат Украины IX созыва.

## Биография
Окончил Киевский национальный авиационный университет (специальность «Менеджер по логистике»).
Черноморов является предпринимателем в области обучения работников агропредприятий.

## Политическая деятельность
Кандидат в народные депутаты от партии «Слуга народа» на парламентских выборах 2019 года (избирательный округ № 131, города Вознесенск, Южноукраинск, Березанский, Веселиновский, Вознесенский, Доманёвский, Еланецкий районы). На время выборов: генеральный директор ООО «СмартАгри», беспартийный. Проживает в Николаеве.
Член Комитета Верховной Рады по вопросам аграрной и земельной политики, председатель подкомитета по вопросам экономической и финансовой политики в агропромышленном комплексе.